# Tityobuthus orangea
Espèce
Tityobuthus orangea est une espèce de scorpions de la famille des Ananteridae.

## Distribution
Cette espèce est endémique de la région Diana à Madagascar. Elle se rencontre à Ramena dans la grotte des Pintades.

## Description
La femelle holotype mesure 37,10 mm et le mâle paratype 32,50 mm.

## Systématique et taxinomie
Cette espèce a été décrite par Lourenço, Waeber et Wilmé en 2020.

## Étymologie
Son nom d'espèce lui a été donné en référence au lieu de sa découverte, Orangea.

## Publication originale
- Lourenço, Waeber & Wilmé, 2020 : « New taxonomic considerations on the genus Tityobuthus Pocock, 1890, and description of a new species (Scorpiones, Buthidae). » Bulletin de la Société Entomologique de France, vol. 125, no 4, p. 371-381.